# Женская сборная Японии по водному поло
Женская сборная Японии по водному поло — национальная ватерпольная команда, представляющая Японию на международной арене. Управляющей организацией является Федерация плавания Японии (яп. 日本水泳連盟, англ. Japan Swimming Federation, JASF).

## Результаты выступлений

### Олимпийские игры
| Год       | Место          | И              | В              | Н              | П              | ГЗ             | ГП             | +/-            |
| --------- | -------------- | -------------- | -------------- | -------------- | -------------- | -------------- | -------------- | -------------- |
| 2000—2016 | не участвовали | не участвовали | не участвовали | не участвовали | не участвовали | не участвовали | не участвовали | не участвовали |
| 2020      | 9              | 4              | 0              | 0              | 4              | 44             | 78             | -34            |
| 2024      | не участвовали | не участвовали | не участвовали | не участвовали | не участвовали | не участвовали | не участвовали | не участвовали |

### Чемпионаты мира
| Год       | Место             | И                 | В                 | Н                 | П                 | ГЗ                | ГП                | +/-               |
| --------- | ----------------- | ----------------- | ----------------- | ----------------- | ----------------- | ----------------- | ----------------- | ----------------- |
| 1986—1998 | не участвовали    | не участвовали    | не участвовали    | не участвовали    | не участвовали    | не участвовали    | не участвовали    | не участвовали    |
| 2001      | 11                | 8                 | 1                 | 1                 | 6                 | 34                | 54                | -20               |
| 2003      | 11                | 6                 | 2                 | 0                 | 4                 | 32                | 58                | -26               |
| 2005—2013 | не участвовали    | не участвовали    | не участвовали    | не участвовали    | не участвовали    | не участвовали    | не участвовали    | не участвовали    |
| 2015      | 15                | 5                 | 1                 | 0                 | 4                 | 34                | 59                | -25               |
| 2017      | 13                | 5                 | 2                 | 0                 | 3                 | 55                | 66                | -11               |
| 2019      | 13                | 5                 | 2                 | 0                 | 3                 | 62                | 37                | +25               |
| 2022      | снялись с участия | снялись с участия | снялись с участия | снялись с участия | снялись с участия | снялись с участия | снялись с участия | снялись с участия |
| 2023      | 14                | 5                 | 1                 | 0                 | 4                 | 80                | 89                | -9                |
| 2024      | снялись с участия | снялись с участия | снялись с участия | снялись с участия | снялись с участия | снялись с участия | снялись с участия | снялись с участия |

### Кубок мира
| Год        | Место          | И              | В              | Н              | П              | ГЗ             | ГП             | +/-            |
| ---------- | -------------- | -------------- | -------------- | -------------- | -------------- | -------------- | -------------- | -------------- |
| 1979—1989  | не участвовали | не участвовали | не участвовали | не участвовали | не участвовали | не участвовали | не участвовали | не участвовали |
| 1991       | 6              | 5              | 2              | 0              | 3              | 56             | 53             | +3             |
| 1993       | 7              | 5              | 1              | 0              | 4              | 32             | 46             | -14            |
| 1995—н. в. | не участвовали | не участвовали | не участвовали | не участвовали | не участвовали | не участвовали | не участвовали | не участвовали |

### Мировая лига
| Год       | Место                                   | И                                       | В                                       | Н                                       | П                                       | ГЗ                                      | ГП                                      | +/-                                     |
| --------- | --------------------------------------- | --------------------------------------- | --------------------------------------- | --------------------------------------- | --------------------------------------- | --------------------------------------- | --------------------------------------- | --------------------------------------- |
| 2004—2006 | не участвовали                          | не участвовали                          | не участвовали                          | не участвовали                          | не участвовали                          | не участвовали                          | не участвовали                          | не участвовали                          |
| 2007—2016 | не квалифицировались в финальный турнир | не квалифицировались в финальный турнир | не квалифицировались в финальный турнир | не квалифицировались в финальный турнир | не квалифицировались в финальный турнир | не квалифицировались в финальный турнир | не квалифицировались в финальный турнир | не квалифицировались в финальный турнир |
| 2017      | 8                                       | 6                                       | 0                                       | 0                                       | 6                                       | 42                                      | 89                                      | -47                                     |
| 2018      | 8                                       | 6                                       | 0                                       | 0                                       | 6                                       | 39                                      | 85                                      | -46                                     |
| 2019      | не квалифицировались в финальный турнир | не квалифицировались в финальный турнир | не квалифицировались в финальный турнир | не квалифицировались в финальный турнир | не квалифицировались в финальный турнир | не квалифицировались в финальный турнир | не квалифицировались в финальный турнир | не квалифицировались в финальный турнир |
| 2020      | 7                                       | 6                                       | 1                                       | 0                                       | 5                                       | 62                                      | 110                                     | -48                                     |
| 2022      | не участвовали                          | не участвовали                          | не участвовали                          | не участвовали                          | не участвовали                          | не участвовали                          | не участвовали                          | не участвовали                          |

### Азиатские игры
| Год  | Место          | И              | В              | Н              | П              | ГЗ             | ГП             | +/-            |
| ---- | -------------- | -------------- | -------------- | -------------- | -------------- | -------------- | -------------- | -------------- |
| 2010 | не участвовали | не участвовали | не участвовали | не участвовали | не участвовали | не участвовали | не участвовали | не участвовали |
| 2014 | 2              | 5              | 3              | 1              | 1              | 79             | 32             | +47            |
| 2018 | 3              | 5              | 3              | 0              | 2              | 84             | 36             | +48            |
| 2022 | 2              | 6              | 5              | 0              | 1              | 170            | 63             | +107           |

### Чемпионаты Азии по плаванию[англ.]
| Год  | Место          | И              | В              | Н              | П              | ГЗ             | ГП             | +/-            |
| ---- | -------------- | -------------- | -------------- | -------------- | -------------- | -------------- | -------------- | -------------- |
| 2012 | не участвовали | не участвовали | не участвовали | не участвовали | не участвовали | не участвовали | не участвовали | не участвовали |
| 2016 | 2              | 6              | 5              | 0              | 1              | 93             | 29             | +64            |

### Чемпионаты Азии по водному поло[англ.]
| Год  | Место          | И              | В              | Н              | П              | ГЗ             | ГП             | +/-            |
| ---- | -------------- | -------------- | -------------- | -------------- | -------------- | -------------- | -------------- | -------------- |
| 2009 | не участвовали | не участвовали | не участвовали | не участвовали | не участвовали | не участвовали | не участвовали | не участвовали |
| 2012 | 3              | 2              | 0              | 0              | 2              | 14             | 30             | -16            |
| 2015 | 2              | 2              | 0              | 0              | 2              | 79             | 21             | +58            |
| 2022 | 2              | 7              | 5              | 0              | 2              | 154            | 68             | +86            |
| 2023 | не участвовали | не участвовали | не участвовали | не участвовали | не участвовали | не участвовали | не участвовали | не участвовали |